# Francesco De Rinaldis
Francesco De Rinaldis (Sarzana, 1º maggio 1988) è un hockeista su pista italiano, attaccante dell'Hockey Sarzana .

## Palmarès
- Coppa Italia: 2

Amatori Lodi: 2015-2016
Sarzana: 2021-2022
- Supercoppa italiana: 1

Amatori Lodi: 2018
- Coppa di Lega: 1

Sarzana: 2017-2018